# Kantenkontraktion

Beispiel einer Kantenkontraktion mit den Graphen (links) und (rechts).

In der Graphentheorie bezeichnet Kantenkontraktion oder Kontraktion eine grundlegende Operation auf Graphen. Dabei wird eine Kante e entfernt und die beiden anliegenden Knoten werden zu einem neuen Knoten w vereinigt.

## Definition
Sei {\displaystyle G_{1}=(V_{1},E_{1})} ein ungerichteter Graph, {\displaystyle e=\{u,v\}} eine Kante von {\displaystyle G_{1}} und w ein Knoten, der nicht zu {\displaystyle V_{1}} gehört. Sei {\displaystyle E\subseteq E_{1}} die Menge allen Kanten, die in einem der Knoten {\displaystyle \{u,v\}} enden.
Bilde nun die neue Kantenmenge {\displaystyle E'} aus {\displaystyle E}, indem die Kante {\displaystyle \{u,v\}} entfernt und in allen anderen Kanten der Knoten {\displaystyle u} bzw. {\displaystyle v} durch den neuen Knoten {\displaystyle w} ersetzt wird. Entstehen dabei Mehrfachkanten, wird in einem Graphen ohne Mehrfachkanten nur eine davon beibehalten. Also:
- {\displaystyle E'={\bigg \{}\{w,x\}{\bigg |}\forall _{x\in V_{1}\setminus \{u,v\}}\{u,x\}{\mbox{ oder }}\{v,x\}{\mbox{ Kante von G}}{\bigg \}}}, falls {\displaystyle G_{1}} ein Graph ohne Mehrfachkanten ist,

bzw.
- {\displaystyle E'(\{w,x\})=E_{1}(\{u,x\})+E_{1}(\{v,x\})} für alle {\displaystyle x\in V_{1}\setminus \{u,v\}} und {\displaystyle E(\{x,y\})=0} für alle {\displaystyle x,y\in V_{1}\{u,v\}}, falls {\displaystyle G_{1}} ein Graph mit Mehrfachkanten ist.

Man sagt, der Graph {\displaystyle G_{2}=(V_{2},E_{2})} entsteht aus {\displaystyle G_{1}} durch Kontraktion von e zu w, wenn {\displaystyle V_{2}=(V_{1}\setminus \{u,v\})\cup \{w\}} und {\displaystyle E_{2}=(E_{1}\setminus E)\cup E'}.
Es werden aus {\displaystyle G_{1}} also die Knoten {\displaystyle \{u,v\}} und alle beteiligten Kanten entfernt, und danach der neue Knoten {\displaystyle w} und die umgelenkten Kanten hinzugefügt. Der Graph {\displaystyle G_{2}} ist ein Minor des Graphen {\displaystyle G_{1}}.